# Chapelle de la Vierge-Immaculée de Roucourt
La chapelle de la Vierge-Immaculée est une chapelle catholique située à Roucourt, en France.

## Historique
La chapelle est située dans le département français du Nord, sur la commune de Roucourt, rue Fernand-Savary. Son fronton porte une inscription dédié à Marie.

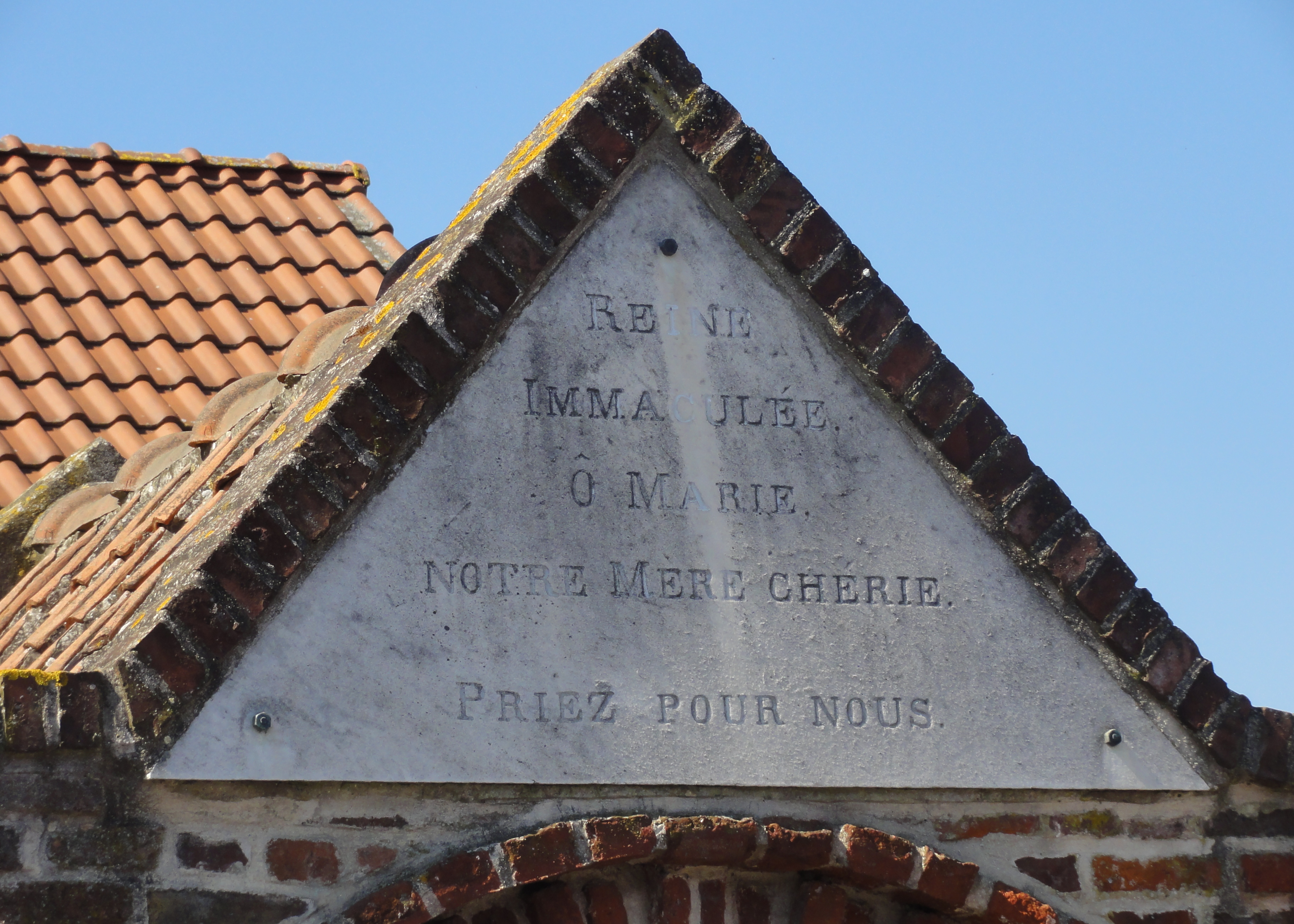
Détail du fronton.